# Austin Film Critics Association Awards 2019
15. ročník předávání cen asociace Austin Film Critics Association se konal 6. ledna 2020. Nominace byly oznámeny 30. prosince 2019.

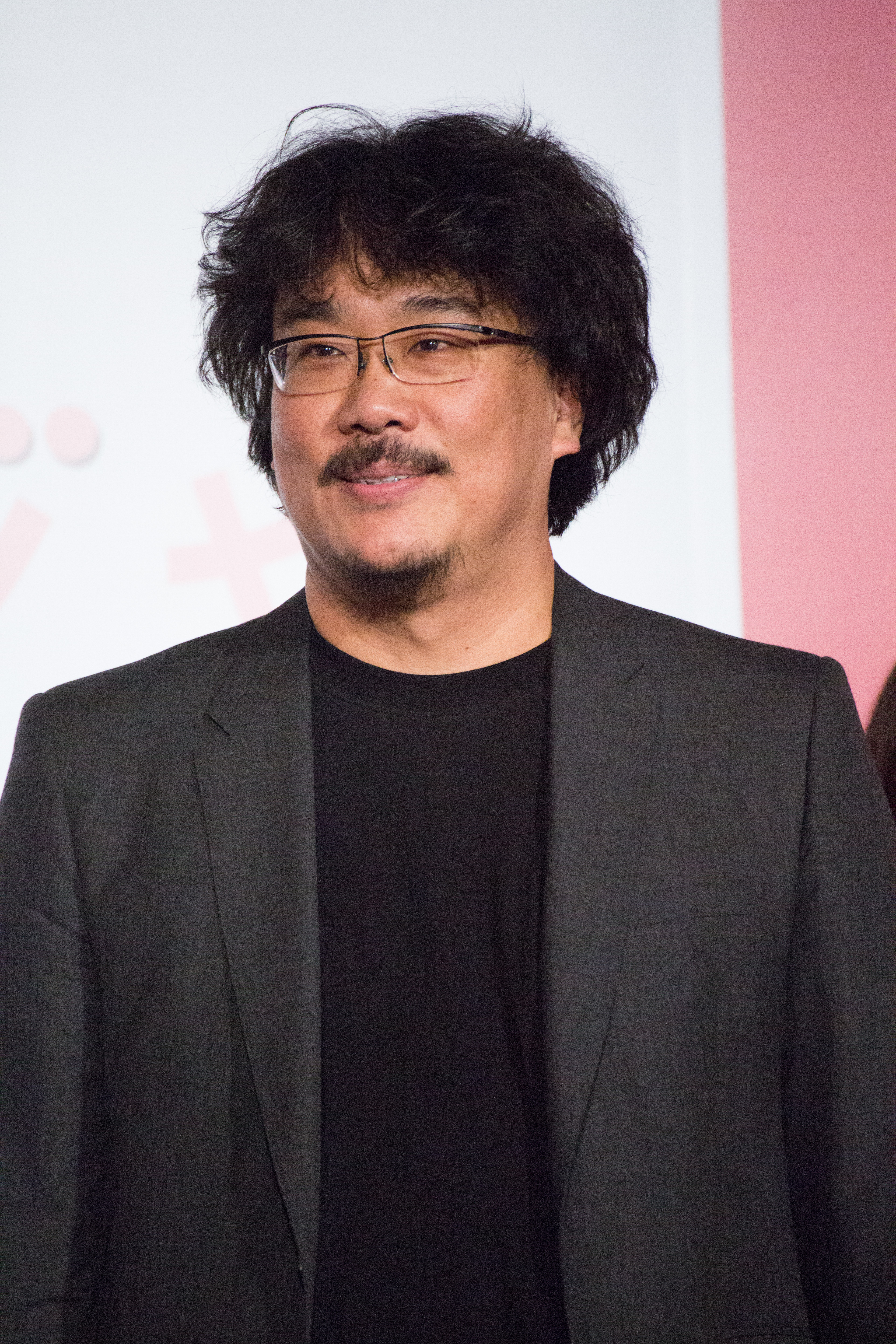
Pon Džun-ho, vítěz v kategoriích nejlepší režisér Parazit

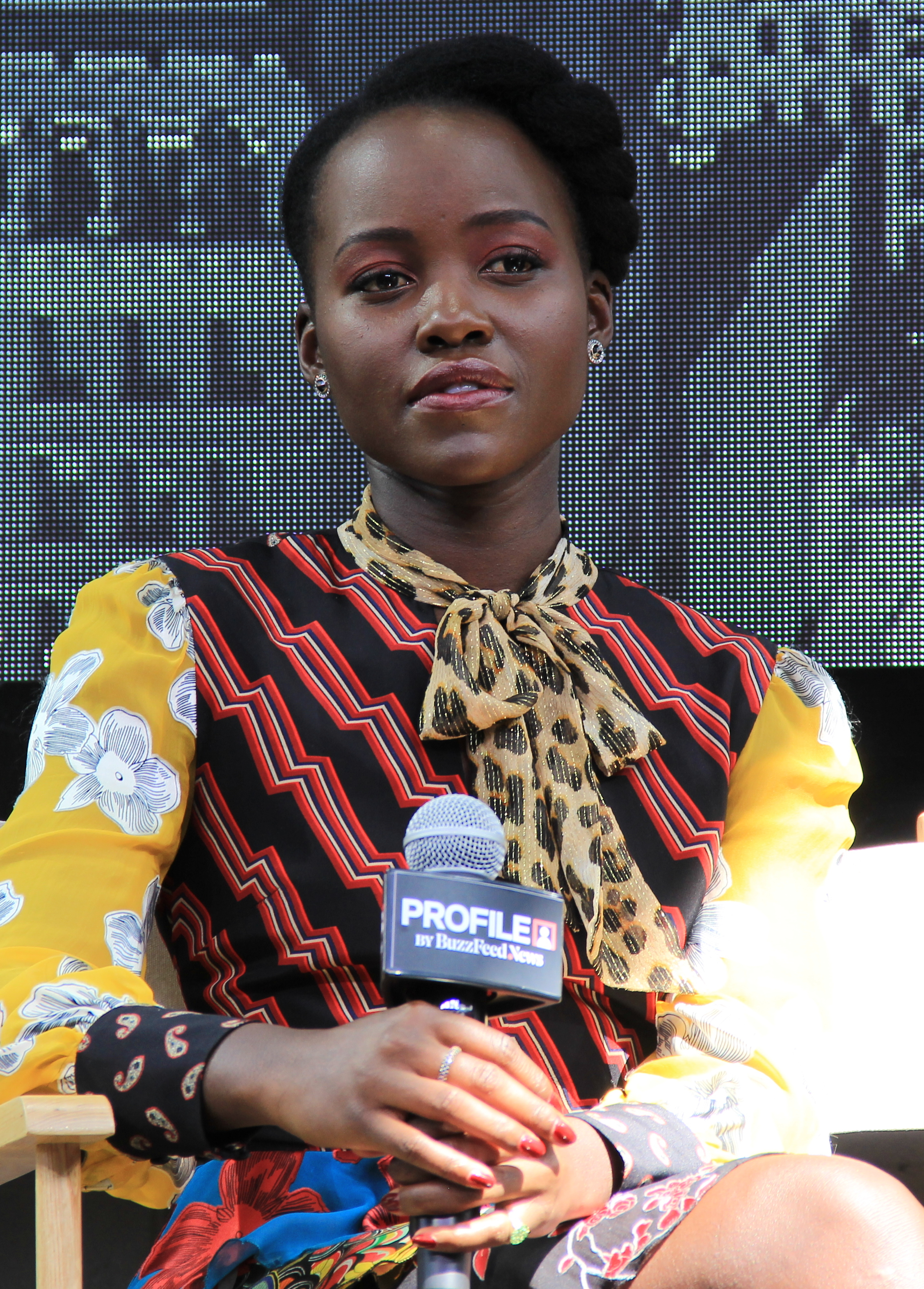
Lupita Nyong'o, vítězka v kategorii nejlepší ženský herecký výkon v hlavní roli za výkon ve filmu My

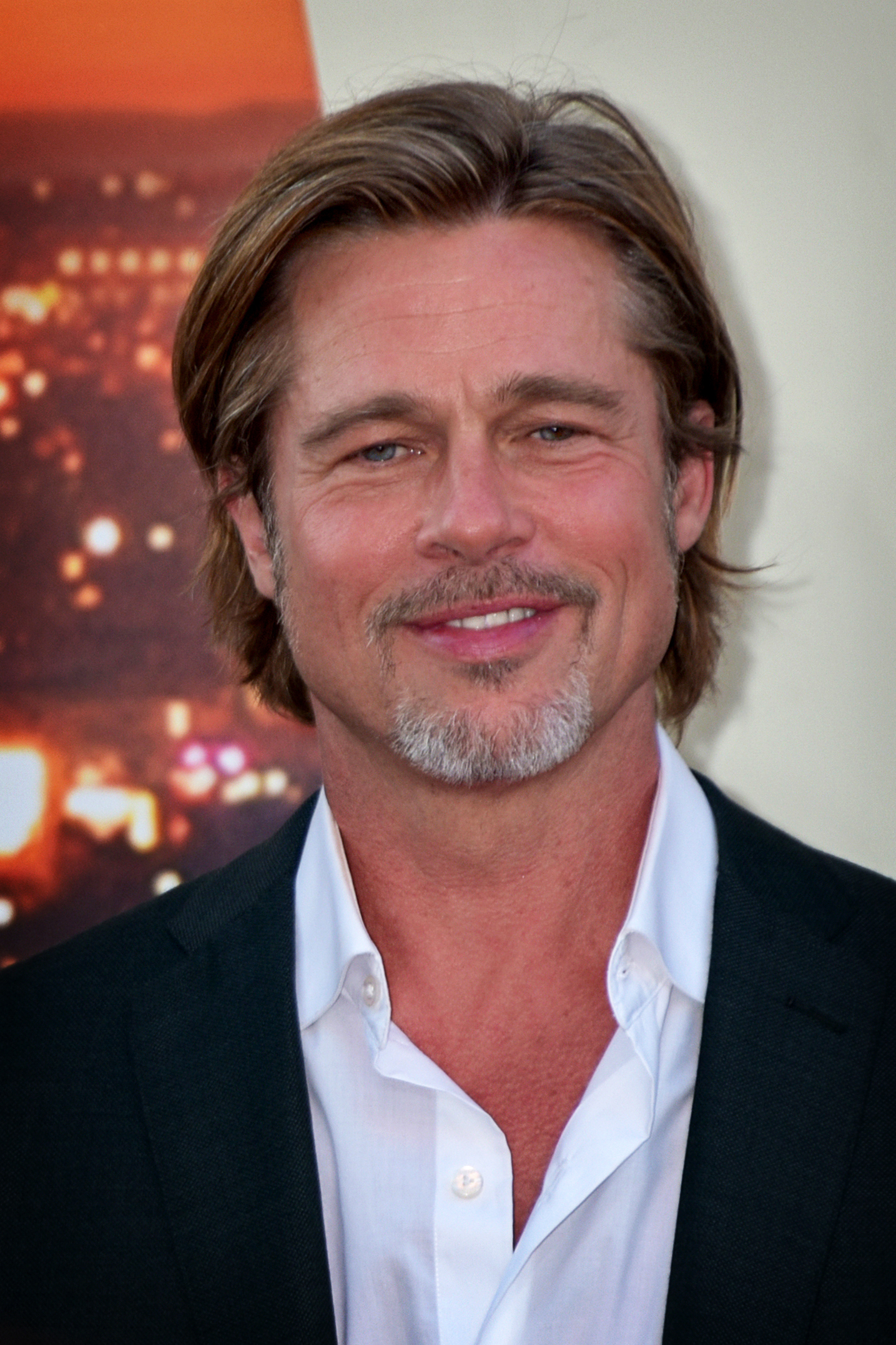
Brad Pitt, vítěz v kategorii nejlepší mužský herecký výkon ve vedlejší roli za výkon ve filmu Tenkrát v Hollywoodu

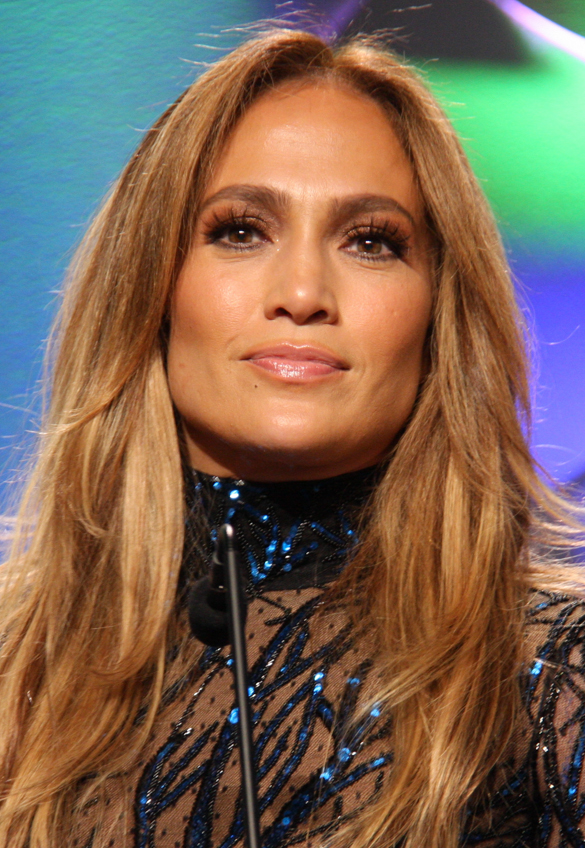
Jennifer Lopez, vítězka v kategorii nejlepší ženský herecký výkon ve vedlejší roli za výkon ve filmu Zlatokopky

## Vítězové a nominovaní

### Nejlepší film
Parazit
- Irčan
- Manželská historie
- Tenkrát v Hollywoodu
- Drahokam

### Nejlepší režisér
Pon Džun-ho – Parazit
- Greta Gerwig – Malé ženy
- Josh Safdie a Benny Safdie – Drahokam
- Martin Scorsese – Irčan
- Quentin Tarantino – Tenkrát v Hollywoodu

### Nejlepší adaptovaný scénář
Greta Gerwig – Malé ženy
- Micah Fitzerman-Blue a Noah Harpster – A Beautiful Day in the Neighborhood
- Lorene Scafaria – Zlatokopky
- Steven Zaillian – Irčan
- Taika Waititi – Králíček Jojo

### Nejlepší původní scénář
Pon Džun-ho a Han Jin Won– Parazit
- Rian Johnson – Na nože
- Noah Baumbach – Manželská historie
- Quentin Tarantino – Tenkrát v Hollywoodu
- Jordan Peele – My

### Nejlepší herec v hlavní roli
Adam Sandler jako Howard Ratner – Drahokam
- Antonio Banderas jako Salvador Mallo – Bolest a sláva
- Leonardo DiCaprio jako Rick Dalton – Tenkrát v Hollywoodu
- Adam Driver jako Charlie Barber – Manželská historie
- Eddie Murphy jako Rudy Ray Moore – Jmenuju se Dolemite

### Nejlepší herečka v hlavní roli
Lupita Nyong'o jako Adelaide Wilson / Red – My
- Awkwafina jako Billi Wang – The Farewell
- Scarlett Johansson jako Nicole Barber – Manželská historie
- Elisabeth Mossová jako Becky Something – Her Smell
- Renée Zellweger jako Judy Garland – Judy

### Nejlepší herec ve vedlejší roli
Brad Pitt jako Cliff Booth – Tenkrát v Hollywoodu
- Willem Dafoe jako Thomas Wake – Maják
- Al Pacino jako Jimmy Hoffa – Irčan
- Joe Pesci jako Russell Bufalino – Irčan
- Song Kang-Ho jako Kim Ki-taek– Parazit

### Nejlepší herečka ve vedlejší roli
Jennifer Lopez jako Ramona Vega – Zlatokopky
- Laura Dern jako Nora Fanshaw – Manželská historie
- Adèle Haenel jako Héloïse – Portrét dívky v plamenech
- Florence Pughová jako Amy March – Malé ženy

### Nejlepší obsazení
Na nože
- Irčan
- Malé ženy
- Tenkrát v Hollywoodu
- Parazit

### Nejlepší dokument
Todd Douglas Miller – Apollo 11
- The Biggest Little Farm
- For Sama
- Hail Satan?
- One Child Nation

### Nejlepší cizojazyčný film
- Atlantique (Senegal)
- Nenaživo (Japonsko)
- Bolest a sláva (Španělsko)
- Parazit (Jižní Korea)
- Portrét dívky v plamenech (Francie)

### Nejlepší animovaný film
- Ledové království II
- Kde je moje tělo?
- Klaus
- Hledá se Yetti
- Toy Story 4: Příběh hraček

### Nejlepší kamera
Roger Deakins – 1917
- Hoyte Van Hoytema – Ad Astra
- Jarin Blaschke – Maják
- Robert Richardson – Tenkrát v Hollywoodu
- Hong Kyung-pyo – Parazit

### Nejlepší skladatel
Thomas Newman – 1917
- Alexandre Desplat – Malé ženy
- Randy Newman – Manželská historie
- Michael Abels – My
- Trent Reznor a Atticus Ross – Waves

### Nejlepší střih
Ronald Bronstein a Benny Safdie – Drahokam
- Lee Smith – 1917
- Thelma Schoonmaker – Irčan
- Fred Raskin – Tenkrát v Hollywoodu
- Yang Jin-mo – Parazit

### Nejlepší kaskadérský tým
John Wick 3
- Avengers: Endgame
- Le Mans '66
- Tenkrát v Hollywoodu
- Shadow

### Nejlepší zachycení pohybu
Josh Brolin – Avengers: Endgame
- Mark Ruffalo – Avengers: Endgame
- Rosa Salazar – Alita: Bojový Anděl
- Will Smith – Aladin
- Will Smith – Blíženec

### Nejlepší první film
Olivia Wildeová – Šprtky to chtěj taky
- Mati Diop – Atlantique
- Joe Talbot – The Last Black Man in San Francisco
- Tyler Nilson a Michael Schwartz – The Peanut Butter Falcon
- Melina Matsoukas – Queen & Slim

### Objev roku
- Awkwafina jako Billi – The Farewell
- Noah Jupe jako Otis (12 let)– Honey Boy
- Florence Pughová jako Dani Slunovrat a jako Amy March – Malé ženy
- Da’vine Joy Randolph jako Lady Reed – Jmenuju se Dolemite
- Lulu Wang – The Farewell (režisérka a scenáristka)

### Austin Film Award
- Bob Byington – Frances Ferguson
- Terrence Malick – A Hidden Life
- Ben Masters – The River and the Wall
- David Modigliani – Betova senátní kampaň
- Richard Linklater – Where’d You Go, Bernadette